# ريتشارد ناي
ريتشارد ناي (بالإنجليزية: Richard Nye)‏ هو ملحن بريطاني، ولد في 16 فبراير 1967.

## وصلات خارجية
- الموقع الرسمي